# Karaburun
Karaburun là một huyện thuộc tỉnh İzmir, Thổ Nhĩ Kỳ. Huyện có diện tích 484 km² và dân số thời điểm năm 2007 là 8040 người, mật độ 17 người/km².